# 1836 في فرنسا
فيما يلي قوائم الأحداث التي وقعت خلال عام 1836 في فرنسا.

## سياسة

### تعيين في المنصب
- 22 فبراير – أدولف تيير head of government of France ‏.
- 6 سبتمبر – ماتيو موليه رئيس الوزراء الفرنسي، head of government of France ‏.

### انتهاء فترة المنصب
- 22 فبراير – فيكتور دو بروغلي head of government of France ‏.
- 6 سبتمبر – أدولف تيير head of government of France ‏.

## مواليد

### فبراير
- 21 فبراير – ليو دليباس ملحن فرنسي.

### يونيو
- 23 يونيو – ماريوس ري رسام فرنسي.
- 25 يونيو – بيير ماري هيود

### يوليو
- 13 يوليو – إدوارد ري سياسي فرنسي.

### أغسطس
- 15 أغسطس – إرنست بلوم كاتب فرنسي.

### أكتوبر
- 4 أكتوبر – جولييت آدم
- 15 أكتوبر – جيمس تيسو

## وفيات

### مارس
- 9 مارس – أنطوان ديستو دو تراسي (مواليد 1754) فيلسوف فرنسي.

### يونيو
- 10 يونيو – أندريه ماري أمبير (مواليد 1775) فيزيائي فرنسي.
- 20 يونيو – إيمانويال جوزيف سياس (مواليد 1748)
- 26 يونيو – كلود جوزيف روجيه دي ليزلي (مواليد 1760)

### يوليو
- 25 يوليو – أرماند كاريل (مواليد 1800) كاتب فرنسي.

### أغسطس
- 21 أغسطس – كلود-لوي نافييه (مواليد 1785)

### سبتمبر
- 17 سبتمبر – أنطوان لوران دو جوسيو (مواليد 1748) عالم نبات فرنسي.

### نوفمبر
- 6 نوفمبر – شارل العاشر ملك فرنسا (مواليد 1757)
- 27 نوفمبر – كارل فرنيه (مواليد 1758) رسام فرنسي.